# Pi greco
Il pi greco è una costante matematica, indicata con la lettera greca {\displaystyle \pi } (pi), scelta in quanto iniziale di περιφέρεια (perifereia), circonferenza in greco. 
Nella geometria piana il {\displaystyle \pi } viene definito come il rapporto tra la lunghezza della circonferenza e quella del suo diametro, o anche come l'area di un cerchio di raggio {\displaystyle 1}. Molti testi di analisi matematica moderni definiscono il {\displaystyle \pi } usando le funzioni trigonometriche: per esempio come il più piccolo numero strettamente positivo per cui {\displaystyle \sin(x)=0} oppure il più piccolo numero che diviso per {\displaystyle 2} annulla {\displaystyle \cos(x)}. Tutte queste definizioni sono equivalenti.
Il {\displaystyle \pi } è conosciuto anche come costante di Archimede (da non confondere con il numero di Archimede) e costante di Ludolph o numero di Ludolph. Il {\displaystyle \pi } non è una costante fisica o naturale, ma una costante matematica definita in modo astratto, indipendente da misure di carattere fisico.
Questo è il valore del {\displaystyle \pi } troncato alla 100ª cifra decimale:
3,14159 26535 89793 23846 26433 83279 50288 41971 69399 37510 58209 74944 59230 78164 06286 20899 86280 34825 34211 70679

## Proprietà

Poiché π è un numero trascendente, quadrare il cerchio non è possibile in un numero finito di passi usando riga e compasso.

Il {\displaystyle \pi } è un numero irrazionale, quindi non può essere scritto come quoziente di due valori interi, come dimostrato nel 1761 da Johann Heinrich Lambert. Inoltre è un numero trascendente (ovvero non è un numero algebrico): questo fatto è stato provato da Ferdinand von Lindemann nel 1882. Ciò significa che non ci sono polinomi con coefficienti razionali di cui {\displaystyle \pi } è radice, quindi è impossibile esprimere il {\displaystyle \pi } usando un numero finito di valori interi, di frazioni e di loro radici.
Questo risultato stabilisce l'impossibilità della quadratura del cerchio, cioè la costruzione con riga e compasso di un quadrato della stessa area di un dato cerchio.

## Applicazioni

### Geometria analitica
- Circonferenza di un cerchio o di una sfera di raggio {\displaystyle r}:

{\displaystyle C=2\pi r.}
- Area di un cerchio di raggio {\displaystyle r}:

{\displaystyle A=\pi r^{2}.}
- Area di un'ellisse di semiassi {\displaystyle a} e {\displaystyle b}:

{\displaystyle A=\pi ab.}
- Volume di una sfera di raggio {\displaystyle r}:

{\displaystyle V={\frac {4}{3}}\pi r^{3}.}
- Superficie di una sfera di raggio {\displaystyle r}:

{\displaystyle S=4\pi r^{2}.}
- Volume di un cilindro di altezza {\displaystyle h} e raggio {\displaystyle r}:

{\displaystyle V=\pi r^{2}h.}
- Superficie di un cilindro di altezza {\displaystyle h} e raggio {\displaystyle r}:

{\displaystyle S=2\pi r\cdot (r+h).}
- Angoli: 180 gradi equivalgono a {\displaystyle \pi } radianti.
- Volume di un cono di altezza {\displaystyle h} e raggio {\displaystyle r}:

{\displaystyle V=\pi r^{2}{\frac {h}{3}}.}

### Analisi
- Formula di Viète, 1593:

{\displaystyle 2\cdot {\frac {2}{\sqrt {2}}}\cdot {\frac {2}{\sqrt {2+{\sqrt {2}}}}}\cdot {\frac {2}{\sqrt {2+{\sqrt {2+{\sqrt {2}}}}}}}\cdot \ldots =\pi .}
- Formula di Leibniz:

{\displaystyle {\frac {1}{1}}-{\frac {1}{3}}+{\frac {1}{5}}-{\frac {1}{7}}+{\frac {1}{9}}-\cdots ={\frac {\pi }{4}}}
dalla quale si ricava che:
{\displaystyle {\frac {1}{1\cdot 3}}+{\frac {1}{5\cdot 7}}+{\frac {1}{9\cdot 11}}+{\frac {1}{13\cdot 15}}+{\frac {1}{17\cdot 19}}+\cdots ={\frac {\pi }{8}}.}
- Formula di Nilakantha

{\displaystyle {\frac {1}{1\cdot 2\cdot 3}}-{\frac {1}{2\cdot 3\cdot 5}}+{\frac {1}{3\cdot 4\cdot 7}}-{\frac {1}{4\cdot 5\cdot 9}}+\dots =\pi -3.}
Una serie molto elegante, che fornisce direttamente le cifre decimali di {\displaystyle \pi }.
- Formula di Madhava (circa 1400)

{\displaystyle \pi ={\sqrt {12}}\left(1-{\frac {1}{3\cdot 3}}+{\frac {1}{3^{2}\cdot 5}}-{\frac {1}{3^{3}\cdot 7}}+\cdots \right).}
- Prodotto di Wallis:

{\displaystyle \prod _{n=1}^{\infty }{\frac {(2n)(2n)}{(2n-1)(2n+1)}}={\frac {2}{1}}\cdot {\frac {2}{3}}\cdot {\frac {4}{3}}\cdot {\frac {4}{5}}\cdot {\frac {6}{5}}\cdot {\frac {6}{7}}\cdot {\frac {8}{7}}\cdot {\frac {8}{9}}\cdots ={\frac {\pi }{2}}.}
- Problema di Basilea, risolto da Eulero:

{\displaystyle \zeta (2)={\frac {1}{1^{2}}}+{\frac {1}{2^{2}}}+{\frac {1}{3^{2}}}+{\frac {1}{4^{2}}}+\cdots ={\frac {\pi ^{2}}{6}}.}
- Formula che usa la funzione zeta di Riemann:

{\displaystyle \zeta (4)={\frac {1}{1^{4}}}+{\frac {1}{2^{4}}}+{\frac {1}{3^{4}}}+{\frac {1}{4^{4}}}+\cdots ={\frac {\pi ^{4}}{90}}.}
- Prodotto di Eulero, in cui il prodotto percorre tutti i numeri primi:

{\displaystyle {\frac {1}{\left(1-{\frac {1}{2^{2}}}\right)}}{\frac {1}{\left(1-{\frac {1}{3^{2}}}\right)}}{\frac {1}{\left(1-{\frac {1}{5^{2}}}\right)}}{\frac {1}{\left(1-{\frac {1}{7^{2}}}\right)}}{\frac {1}{\left(1-{\frac {1}{11^{2}}}\right)}}\cdots ={\frac {\pi ^{2}}{6}}.}
- Integrale di Gauss:

{\displaystyle \int _{-\infty }^{+\infty }e^{-x^{2}}dx={\sqrt {\pi }}.}
- Integrale di Eulero:

{\displaystyle \int _{-\infty }^{+\infty }e^{\frac {-u^{2}}{2}}du={\sqrt {2\pi }}.}
- Altri integrali definiti:

{\displaystyle \int _{-\infty }^{+\infty }{\frac {1}{1+{x^{2}}}}\,dx=\pi ;}
{\displaystyle \int _{0}^{+\infty }{{\frac {x}{e^{x}-1}}\,dx}={\frac {\pi ^{2}}{6}};}
{\displaystyle \int _{0}^{+\infty }{\frac {\sin x}{x}}\,dx={\frac {\pi }{2}};}
{\displaystyle \int _{0}^{r}{\sqrt {r^{2}-x^{2}}}dx={\frac {\pi r^{2}}{4}}.}
- Integrale di Fresnel:

{\displaystyle \int _{-\infty }^{+\infty }\cos(x^{2})\,dx=\int _{-\infty }^{+\infty }\sin(x^{2})\,dx={\sqrt {\frac {\pi }{2}}}.}
- Funzione gamma:

{\displaystyle \Gamma \left({1 \over 2}\right)={\sqrt {\pi }};}
{\displaystyle \Gamma \left({3 \over 2}\right)={\frac {1}{2}}!={\frac {\sqrt {\pi }}{2}}.}
- Approssimazione di Stirling:

{\displaystyle n!\sim {\sqrt {2\pi n}}\left({\frac {n}{e}}\right)^{n}.}
- Funzione phi di Eulero:

{\displaystyle \sum _{k=0}^{n}\phi (k)\sim 3n^{2}/\pi ^{2}.}
- Identità di Eulero, definita da Richard Feynman «la più notevole formula della matematica»:

{\displaystyle e^{\pi i}+1=0.}
- Prodotto infinito di Eulero con i numeri primi dispari:

{\displaystyle {\frac {\pi }{4}}={\frac {3}{4}}\times {\frac {5}{4}}\times {\frac {7}{8}}\times {\frac {11}{12}}\times {\frac {13}{12}}\times {\frac {17}{16}}\times {\frac {19}{20}}\times {\frac {23}{24}}\times {\frac {29}{28}}\times {\frac {31}{32}}\times \cdots }
dove al numeratore vi sono tutti i numeri primi dispari e al denominatore il multiplo di quattro più vicino al numeratore.
Una formula notevole che dimostra, come il prodotto di Eulero, la sorprendente relazione tra pi greco e i numeri primi. È però di convergenza molto lenta e quindi inadatta al calcolo dei decimali di {\displaystyle \pi }.
- Formula basata sulla serie armonica, con "correzione" dei segni (Eulero, 1748)

{\displaystyle \pi ={1}+{\frac {1}{2}}+{\frac {1}{3}}+{\frac {1}{4}}-{\frac {1}{5}}+{\frac {1}{6}}+{\frac {1}{7}}+{\frac {1}{8}}+{\frac {1}{9}}-{\frac {1}{10}}+{\frac {1}{11}}+{\frac {1}{12}}-{\frac {1}{13}}+\cdots }
dove i segni si determinano come segue: il numero {\displaystyle 2} ha segno positivo; i numeri primi della forma {\displaystyle 4m-1} hanno segno positivo; i numeri primi della forma {\displaystyle 4m+1} hanno segno negativo; per i numeri composti il segno è il prodotto dei segni dei singoli fattori.
Anche questa serie, pur molto notevole ed elegante, è di convergenza estremamente lenta. Occorre infatti sommare oltre 2 milioni di termini per ottenere due decimali esatti.
- Formula ricavata da quella di Taylor, sempre di Eulero:

{\displaystyle \pi ={4}\times \left({1}-{\frac {1}{n}}+{\frac {1}{n+2}}-{\frac {1}{n+4}}+{\frac {1}{n+6}}-\dots \right),}
dove {\displaystyle n=3.} Più frazioni si aggiungono più il risultato è preciso.
- Teorema dei residui:

{\displaystyle \oint {\frac {dz}{z}}=2\pi i.}
- Frazione continua di Ramanujan:

{\displaystyle {\sqrt {\phi ^{2}+1}}=\phi +{\cfrac {e^{-2\pi /5}}{1+{\cfrac {e^{-2\pi }}{1+{\cfrac {e^{-4\pi }}{1+{\cfrac {e^{-6\pi }}{1+\,\cdots }}}}}}}}}
dove {\displaystyle \phi } è il rapporto aureo ({\displaystyle 1,618\dots }).
- BBP formula (Bailey, D., Borwein, P. and Plouffe, S. - 1997):[6]

{\displaystyle \pi ={\frac {5{\sqrt {2+\phi }}}{2\phi }}\sum _{n=0}^{\infty }\left({\frac {1}{2\phi }}\right)^{5n}\left({\frac {1}{5n+1}}+{\frac {1}{2\phi ^{2}\left(5n+2\right)}}-{\frac {1}{2^{2}\phi ^{3}(5n+3)}}-{\frac {1}{2^{3}\phi ^{3}(5n+4)}}\right).}
- Frazione continua generalizzata (o frazione frattale) di Ramanujan:

{\displaystyle 1+{\frac {1}{1\cdot 3}}+{\frac {1}{1\cdot 3\cdot 5}}+{\frac {1}{1\cdot 3\cdot 5\cdot 7}}+{\frac {1}{1\cdot 3\cdot 5\cdot 7\cdot 9}}+\cdots +{1 \over 1+{1 \over 1+{2 \over 1+{3 \over 1+{4 \over 1+{5 \over 1+\cdots }}}}}}={\sqrt {\frac {{\rm {e}}\pi }{2}}}.}
- Formula che lega la costante di Eulero-Mascheroni e la funzione gamma, da cui deriva il pi greco:

{\displaystyle \pi =\left({{\frac {\Gamma (\gamma )}{\Gamma (2\gamma )\Gamma (1/2-\gamma )}}+{\frac {2\Gamma (1-2\gamma )}{\Gamma (1-\gamma )\Gamma (1/2-\gamma )}}}\right)^{2}\left({\frac {\Gamma (\gamma )\Gamma (1/2-\gamma /2)}{\Gamma (\gamma /2)}}\right)^{4}.}
- Data una semicirconferenza di raggio {\displaystyle r} con centro nell'origine del piano cartesiano, {\displaystyle \pi r} è definibile come lunghezza in forma cartesiana esplicita su tutto il dominio della funzione che descrive la semicirconferenza {\displaystyle f\left(x\right):={\sqrt {r^{2}-x^{2}}}}

{\displaystyle {\begin{aligned}\pi &={\frac {1}{r}}\int _{-r}^{r}{\sqrt {{\Big (}{\frac {d}{dx}}f(x){\Big )}^{2}+1}}\,dx\\&={\frac {1}{r}}{\int _{-r}^{r}{\sqrt {{\frac {x^{2}}{r^{2}-x^{2}}}+1}}\,dx}\\&=[\arcsin(1)-\arcsin(-1)].\end{aligned}}}

### Teoria dei numeri
- La probabilità che due interi scelti a caso siano primi fra loro è di: {\displaystyle {\frac {6}{\pi ^{2}}}} (≈60,8%).
- Il numero medio di modi in cui è possibile scrivere un intero positivo come somma di due quadrati perfetti è: {\displaystyle {\frac {\pi }{4}}.}

### Sistemi dinamici, teoria ergodica
- {\displaystyle \lim _{n\to \infty }{\frac {1}{n}}\sum _{i=1}^{n}{\sqrt {x_{i}}}={\frac {2}{\pi }}} per quasi tutti i reali {\displaystyle x_{0}} in {\displaystyle [0,1]} dove gli {\displaystyle x_{i}} sono iterazioni della mappa logistica per {\displaystyle r=4.}

### Probabilità e statistica
- Funzione di densità di probabilità nella distribuzione normale univariata:

{\displaystyle f(x)={1 \over \sigma {\sqrt {2\pi }}}\,e^{-{(x-\mu )^{2} \over 2\sigma ^{2}}}.}
- Buffon fu il primo a scoprire un equivalente statistico del calcolo di {\displaystyle \pi }, noto come ago di Buffon, ma non lo impiegò per stimare il numero.[7]

### Aerodinamica
- La massima pendenza (teoria di Glauert) del tratto lineare della curva {\displaystyle C_{L}/\alpha } (ovvero coefficiente di portanza diviso l'angolo di incidenza) per qualsiasi profilo alare bidimensionale sottile è {\displaystyle 2\pi }

### Fisica
- Periodo delle piccole oscillazioni del pendolo:

{\displaystyle T=2\pi {\sqrt {\frac {l}{g}}}.}
- Equazione di campo di Einstein della relatività generale:

{\displaystyle R_{ik}-{g_{ik}R \over 2}+\Lambda g_{ik}={8\pi G \over c^{4}}T_{ik}.}
- Forza di Coulomb:

{\displaystyle F={\frac {\left|q_{1}q_{2}\right|}{4\pi \epsilon _{0}r^{2}}}.}
- Principio di indeterminazione di Heisenberg:

{\displaystyle \Delta x\Delta p\geq {\frac {h}{4\pi }}.}
La presenza di {\displaystyle \pi } in queste due ultime formule, però, è conseguenza della definizione adottata per le costanti fisiche {\displaystyle \epsilon _{0}} e {\displaystyle h}.

## Frazioni continue
Come ogni numero irrazionale, {\displaystyle \pi } non può essere espresso come una frazione di due numeri interi, ma ammette una rappresentazione come frazione continua:
{\displaystyle \pi =3+\textstyle {\frac {1}{7+\textstyle {\frac {1}{15+\textstyle {\frac {1}{1+\textstyle {\frac {1}{292+\textstyle {\frac {1}{1+\textstyle {\frac {1}{1+\textstyle {\frac {1}{1+\ddots }}}}}}}}}}}}}}.}
Troncando la frazione continua in un qualunque punto si ottengono le approssimazioni razionali di {\displaystyle \pi }, di cui le prime sono 3, 22/7, 333/106 e 355/113, le approssimazioni di {\displaystyle \pi } più conosciute e storicamente usate. La frazione continua di {\displaystyle \pi } non è periodica (in quanto {\displaystyle \pi } non è un numero irrazionale quadratico) né possiede una ovvia struttura, tuttavia vari matematici hanno scoperto delle rappresentazioni come frazioni continue generalizzate che seguono un chiaro schema:
{\displaystyle \pi =\textstyle {\cfrac {4}{1+\textstyle {\frac {1^{2}}{2+\textstyle {\frac {3^{2}}{2+\textstyle {\frac {5^{2}}{2+\textstyle {\frac {7^{2}}{2+\textstyle {\frac {9^{2}}{2+\ddots }}}}}}}}}}}}=3+\textstyle {\frac {1^{2}}{6+\textstyle {\frac {3^{2}}{6+\textstyle {\frac {5^{2}}{6+\textstyle {\frac {7^{2}}{6+\textstyle {\frac {9^{2}}{6+\ddots }}}}}}}}}}=\textstyle {\cfrac {4}{1+\textstyle {\frac {1^{2}}{3+\textstyle {\frac {2^{2}}{5+\textstyle {\frac {3^{2}}{7+\textstyle {\frac {4^{2}}{9+\ddots }}}}}}}}}}.}
ottenuta mediante la formula della frazione continua di Eulero applicata alla funzione {\displaystyle \arctan(x)} per {\displaystyle x=1};
{\displaystyle 2\pi ={6+{\frac {2^{2}}{12+{\cfrac {6^{2}}{12+{\frac {10^{2}}{12+{\frac {14^{2}}{12+{\frac {18^{2}}{12+\ddots }}}}}}}}}}}.}

## Approssimazioni numeriche

Prime 10000 cifre decimali di pi greco.

A causa della sua natura trascendente, non ci sono espressioni finite che rappresentano {\displaystyle \pi }. Di conseguenza i calcoli numerici devono usare approssimazioni del numero, troncandolo ad un numero ritenuto sufficiente di cifre significative. In molti casi basta 3,14; in ambito ingegneristico si usa spesso 3,1416 (cinque cifre significative) o 3,14159 (6 cifre significative).
{\displaystyle \pi \simeq 3{,}14159\ 26535\ 8979\dots }
Uno scriba egizio di nome Ahmes è lo scrittore del più antico testo conosciuto contenente un'approssimazione di {\displaystyle \pi }, il papiro di Rhind, datato al XVII secolo a.C. e descrive il valore come 256/81 oppure 3,160.
Archimede elaborò un metodo con cui è possibile ottenere approssimazioni comunque buone di {\displaystyle \pi } e lo usò per dimostrare che è compreso tra 223/71 e 22/7 (la media dei due valori è circa 3,1419).
Il matematico cinese Liu Hui calcolò {\displaystyle \pi } come 3,141014 (scorretto dalla quarta cifra decimale) nel 263 e suggerì 3,14 come buona approssimazione.
Il matematico e astronomo cinese Zu Chongzhi calcolò nel V secolo {\displaystyle \pi } come compreso fra 3,1415926 e 3,1415927 e diede due approssimazioni di {\displaystyle \pi }: 355/113 e 22/7.
Il matematico e astronomo iraniano Ghiyath al-Din Jamshid Mas'ud al-Kashi, 1350-1439, calcolò le prime 9 cifre in base 60 di {\displaystyle \pi }, che sono equivalenti nella base decimale alle 16 cifre:
{\displaystyle 2\pi =6,2831853071795865\ldots }
Il matematico tedesco Ludolph van Ceulen (1600 circa) calcolò i primi 35 decimali. Era così fiero del suo risultato che lo fece scrivere sulla sua lapide.
Il matematico e gesuita polacco Adam Adamandy Kochański espose in un suo trattato del 1685 una costruzione geometrica che consente di calcolare un valore approssimato di {\displaystyle \pi } corretto fino alla quarta cifra decimale.
Il matematico sloveno Jurij Vega nel 1789 calcolò le prime 140 cifre decimali di {\displaystyle \pi }, di cui le prime 137 erano corrette, e mantenne il record mondiale per 52 anni, fino al 1841, quando William Rutherford calcolò 208 cifre decimali di cui le prime 152 erano corrette. Vega migliorò la formula proposta da John Machin nel 1706.
Altre possibili approssimazioni di {\displaystyle \pi }:
{\displaystyle \pi \approx {\frac {\sqrt {2}}{10}}+3=3{,}14142\dots }
{\displaystyle {\sqrt[{2}]{\frac {227}{23}}}=3{,}14158\dots }
{\displaystyle {\sqrt[{3}]{31}}=3{,}1413\dots }
{\displaystyle {\sqrt[{4}]{\frac {2143}{22}}}=3{,}14159\ 26525\dots }
{\displaystyle {\sqrt[{5}]{306}}=3{,}14155\dots }
{\displaystyle {\sqrt[{6}]{\frac {17305}{18}}}=3{,}1415924\dots }
Tuttavia, nessuna delle formule sopraelencate può fornire un efficiente metodo per l'approssimazione di {\displaystyle \pi }. Per calcoli veloci, si può usare una formula come quella di Machin:
{\displaystyle {\frac {\pi }{4}}=4\arctan {\frac {1}{5}}-\arctan {\frac {1}{239}}.}
Insieme con lo sviluppo delle serie di Taylor per la funzione {\displaystyle \arctan(x)}. Questa formula si può verificare facilmente usando le coordinate polari dei numeri complessi, partendo da:
{\displaystyle (5+i)^{4}\cdot (-239+i)=-114244-114244i.}
Formule di questo genere sono note come "formule di tipo Machin".
Sviluppi decimali molto lunghi di {\displaystyle \pi } sono calcolati tipicamente con l'algoritmo Gauss-Legendre e l'algoritmo Borwein; in passato era usato anche l'algoritmo Salamin-Brent, inventato nel 1976.
L'elenco del primo milione di cifre di {\displaystyle \pi } e di {\displaystyle 1/\pi } si può trovare sul Progetto Gutenberg (vedi il collegamento esterno a fondopagina).
Nel dicembre 2002 il calcolo è arrivato a 1 241 100 000 000 cifre (1,2411×1012), calcolate nel settembre 2002 da Yasumasa Kanada su un supercomputer Hitachi a 64 nodi con un terabyte di memoria principale, in grado di compiere 2 miliardi di operazioni per secondo, quasi il doppio del computer usato per il precedente record (206 miliardi di cifre).
Sono state usate le seguenti formule di tipo Machin:
{\displaystyle {\frac {\pi }{4}}=12\arctan {\frac {1}{49}}+32\arctan {\frac {1}{57}}-5\arctan {\frac {1}{239}}+12\arctan {\frac {1}{110443}}}
K. Takano (1982).
{\displaystyle {\frac {\pi }{4}}=44\arctan {\frac {1}{57}}+7\arctan {\frac {1}{239}}-12\arctan {\frac {1}{682}}+24\arctan {\frac {1}{12943}}}
F. C. W. Störmer (1896).
Approssimazioni così precise non sono in realtà utilizzate per nessuno scopo pratico, se non per provare le prestazioni di nuovi supercomputer o per analisi statistiche sulle cifre di {\displaystyle \pi }.
Nel 1996 David H. Bailey, insieme a Peter Borwein e Simon Plouffe, scoprì una nuova formula per calcolare {\displaystyle \pi } come serie infinita:
{\displaystyle \pi =\sum _{k=0}^{\infty }{\frac {1}{16^{k}}}\left({\frac {4}{8k+1}}-{\frac {2}{8k+4}}-{\frac {1}{8k+5}}-{\frac {1}{8k+6}}\right).}
Questa formula permette di calcolare facilmente la {\displaystyle k}-esima cifra binaria o esadecimale di {\displaystyle \pi } senza dover calcolare tutte le cifre precedenti. Il sito web di Bailey Pi Directory in Internet Archive (archiviato il 6 gennaio 2010). ne contiene l'implementazione in vari linguaggi di programmazione.
Alcune altre formule usate per calcolare stime di {\displaystyle \pi } sono:
- {\displaystyle {\frac {\pi }{2}}=\sum _{k=0}^{\infty }{\frac {k!}{(2k+1)!!}}=1+{\frac {1}{3}}+{\frac {1\cdot 2}{3\cdot 5}}+{\frac {1\cdot 2\cdot 3}{3\cdot 5\cdot 7}}+\cdots }

da Newton ({\displaystyle n!!} indica il semifattoriale).
- {\displaystyle {\frac {\pi }{2}}=\prod _{n=1}^{\infty }{\frac {(2n)(2n)}{(2n-1)(2n+1)}}={\frac {2}{1}}\cdot {\frac {2}{3}}\cdot {\frac {4}{3}}\cdot {\frac {4}{5}}\cdot {\frac {6}{5}}\cdot {\frac {6}{7}}\cdot {\frac {8}{7}}\cdot {\frac {8}{9}}\cdots }

nota come prodotto infinito di Wallis.
- {\displaystyle {\frac {2}{\pi }}={\frac {\sqrt {2}}{2}}{\frac {\sqrt {2+{\sqrt {2}}}}{2}}{\frac {\sqrt {2+{\sqrt {2+{\sqrt {2}}}}}}{2}}\cdots }

nota come formula di Viète.
- {\displaystyle {\frac {1}{\pi }}={\frac {2{\sqrt {2}}}{9801}}\sum _{k=0}^{\infty }{\frac {(4k)!(1103+26390k)}{(k!)^{4}396^{4k}}}}

da Ramanujan.
- {\displaystyle {\frac {1}{\pi }}=12\sum _{k=0}^{\infty }{\frac {(-1)^{k}(6k)!(13591409+545140134k)}{(3k)!(k!)^{3}640320^{3k+3/2}}}}

da David Chudnovsky e Gregory Chudnovsky (algoritmo di Chudnovsky).
- {\displaystyle \pi =20\arctan {\frac {1}{7}}+8\arctan {\frac {3}{79}}}

da Eulero.
- {\displaystyle \pi ={\frac {\displaystyle \prod _{n=1}^{\infty }\left(1+{\frac {1}{4n^{2}-1}}\right)}{\displaystyle \sum _{n=1}^{\infty }{\frac {1}{4n^{2}-1}}}}={\frac {\displaystyle \left(1+{\frac {1}{3}}\right)\left(1+{\frac {1}{15}}\right)\left(1+{\frac {1}{35}}\right)\cdots }{\displaystyle {\frac {1}{3}}+{\frac {1}{15}}+{\frac {1}{35}}+\cdots }}}

nota come formula simmetrica.
- {\displaystyle {\frac {\pi }{8}}=\sum _{k=0}^{\infty }{\frac {(-1)^{k}({\sqrt {2}}-1)^{2k+1}}{2k+1}}.}

{\displaystyle {\frac {\pi }{12}}=\sum _{k=0}^{\infty }{\frac {(-1)^{k}(2-{\sqrt {3}})^{2k+1}}{2k+1}}.}
da Chebyshev.
- {\displaystyle \pi =\sum _{k=0}^{\infty }{\frac {2(-1)^{k}\;3^{{\frac {1}{2}}-k}}{2k+1}}.}
- {\displaystyle \pi =\sum _{n=1}^{\infty }{\frac {3^{n}-1}{4^{n}}}\zeta (n+1).}

Altre formule d'approssimazione sono contenute nella tabella sottostante:
| {\displaystyle \pi ={\frac {1}{Z}}}                           | {\displaystyle Z=\sum _{n=0}^{\infty }{\frac {((2n)!)^{3}(42n+5)}{(n!)^{6}{16}^{3n+1}}}} |
| {\displaystyle \pi ={\frac {4}{Z}}}                           | {\displaystyle Z=\sum _{n=0}^{\infty }{\frac {(-1)^{n}(4n)!(21460n+1123)}{(n!)^{4}{441}^{2n+1}{2}^{10n+1}}}}                                                                                     |
| {\displaystyle \pi ={\frac {4}{Z}}}                           | {\displaystyle Z=\sum _{n=0}^{\infty }{\frac {(6n+1)\left({\frac {1}{2}}\right)_{n}^{3}}{{4^{n}}(n!)^{3}}}}                                                                                      |
| {\displaystyle \pi ={\frac {32}{Z}}}                          | {\displaystyle Z=\sum _{n=0}^{\infty }\left({\frac {{\sqrt {5}}-1}{2}}\right)^{8n}{\frac {(42n{\sqrt {5}}+30n+5{\sqrt {5}}-1)\left({\frac {1}{2}}\right)_{n}^{3}}{{64^{n}}(n!)^{3}}}}            |
| {\displaystyle \pi ={\frac {27}{4Z}}}                         | {\displaystyle Z=\sum _{n=0}^{\infty }\left({\frac {2}{27}}\right)^{n}{\frac {(15n+2)\left({\frac {1}{2}}\right)_{n}\left({\frac {1}{3}}\right)_{n}\left({\frac {2}{3}}\right)_{n}}{(n!)^{3}}}}  |
| {\displaystyle \pi ={\frac {15{\sqrt {3}}}{2Z}}}              | {\displaystyle Z=\sum _{n=0}^{\infty }\left({\frac {4}{125}}\right)^{n}{\frac {(33n+4)\left({\frac {1}{2}}\right)_{n}\left({\frac {1}{3}}\right)_{n}\left({\frac {2}{3}}\right)_{n}}{(n!)^{3}}}} |
| {\displaystyle \pi ={\frac {85{\sqrt {85}}}{18{\sqrt {3}}Z}}} | {\displaystyle Z=\sum _{n=0}^{\infty }\left({\frac {4}{85}}\right)^{n}{\frac {(133n+8)\left({\frac {1}{2}}\right)_{n}\left({\frac {1}{6}}\right)_{n}\left({\frac {5}{6}}\right)_{n}}{(n!)^{3}}}} |
| {\displaystyle \pi ={\frac {5{\sqrt {5}}}{2{\sqrt {3}}Z}}}    | {\displaystyle Z=\sum _{n=0}^{\infty }\left({\frac {4}{125}}\right)^{n}{\frac {(11n+1)\left({\frac {1}{2}}\right)_{n}\left({\frac {1}{6}}\right)_{n}\left({\frac {5}{6}}\right)_{n}}{(n!)^{3}}}} |
| {\displaystyle \pi ={\frac {2{\sqrt {3}}}{Z}}}                | {\displaystyle Z=\sum _{n=0}^{\infty }{\frac {(8n+1)\left({\frac {1}{2}}\right)_{n}\left({\frac {1}{4}}\right)_{n}\left({\frac {3}{4}}\right)_{n}}{(n!)^{3}{9}^{n}}}}                            |
| {\displaystyle \pi ={\frac {\sqrt {3}}{9Z}}}                  | {\displaystyle Z=\sum _{n=0}^{\infty }{\frac {(40n+3)\left({\frac {1}{2}}\right)_{n}\left({\frac {1}{4}}\right)_{n}\left({\frac {3}{4}}\right)_{n}}{(n!)^{3}{49}^{2n+1}}}}                       |
| {\displaystyle \pi ={\frac {2{\sqrt {11}}}{11Z}}}             | {\displaystyle Z=\sum _{n=0}^{\infty }{\frac {(280n+19)\left({\frac {1}{2}}\right)_{n}\left({\frac {1}{4}}\right)_{n}\left({\frac {3}{4}}\right)_{n}}{(n!)^{3}{99}^{2n+1}}}}                     |
| {\displaystyle \pi ={\frac {\sqrt {2}}{4Z}}}                  | {\displaystyle Z=\sum _{n=0}^{\infty }{\frac {(10n+1)\left({\frac {1}{2}}\right)_{n}\left({\frac {1}{4}}\right)_{n}\left({\frac {3}{4}}\right)_{n}}{(n!)^{3}{9}^{2n+1}}}}                        |
| {\displaystyle \pi ={\frac {4{\sqrt {5}}}{5Z}}}               | {\displaystyle Z=\sum _{n=0}^{\infty }{\frac {(644n+41)\left({\frac {1}{2}}\right)_{n}\left({\frac {1}{4}}\right)_{n}\left({\frac {3}{4}}\right)_{n}}{(n!)^{3}5^{n}{72}^{2n+1}}}}                |
| {\displaystyle \pi ={\frac {4{\sqrt {3}}}{3Z}}}               | {\displaystyle Z=\sum _{n=0}^{\infty }{\frac {(-1)^{n}(28n+3)\left({\frac {1}{2}}\right)_{n}\left({\frac {1}{4}}\right)_{n}\left({\frac {3}{4}}\right)_{n}}{(n!)^{3}{3^{n}}{4}^{n+1}}}}          |
| {\displaystyle \pi ={\frac {4}{Z}}}                           | {\displaystyle Z=\sum _{n=0}^{\infty }{\frac {(-1)^{n}(20n+3)\left({\frac {1}{2}}\right)_{n}\left({\frac {1}{4}}\right)_{n}\left({\frac {3}{4}}\right)_{n}}{(n!)^{3}{2}^{2n+1}}}}                |
| {\displaystyle \pi ={\frac {72}{Z}}}                          | {\displaystyle Z=\sum _{n=0}^{\infty }{\frac {(-1)^{n}(4n)!(260n+23)}{(n!)^{4}4^{4n}18^{2n}}}}                                                                                                   |
| {\displaystyle \pi ={\frac {3528}{Z}}}                        | {\displaystyle Z=\sum _{n=0}^{\infty }{\frac {(-1)^{n}(4n)!(21460n+1123)}{(n!)^{4}4^{4n}882^{2n}}}}                                                                                              |

## Storia
I popoli antichi spesso utilizzavano modi indiretti per esprimere approssimativamente il rapporto tra la circonferenza e il diametro di un cerchio. I babilonesi usavano per {\displaystyle \pi } il valore di 25⁄8=3,125 (usato anche da Vitruvio): una tavoletta cuneiforme del XX secolo a.C., infatti, osserva che il rapporto fra la circonferenza e il perimetro di un esagono iscritto è 3600⁄1152, cioè 25⁄8. Nel Papiro di Rhind, invece, si dice che un cerchio con diametro 9 unità è equivalente a un quadrato di lato 8. In questo modo gli Egizi assumevano il valore di (16⁄9)²=3,160.
Nell'Antico Testamento viene apparentemente affermato in modo non esplicito che {\displaystyle \pi =3}. Si trova infatti scritto:
(Secondo libro delle Cronache, 4:2)
Il testo, però spiega poco dopo che il bordo si apriva "come il calice di un giglio" (presentava cioè quello che un moderno ingegnere chiamerebbe un "anello di irrigidimento" del bordo superiore), perciò il diametro misurato al bordo era ovviamente maggiore di quello della circonferenza esterna della vasca cilindrica, rendendo inaccurati questi dati per desumere un valore di pi greco "biblico".
Il primo ad approssimare scientificamente pi greco fu Archimede di Siracusa che nel III secolo a.C. utilizzò poligoni regolari inscritti e circoscritti a una circonferenza. Aumentando il numero di lati il rapporto tra il perimetro e l'area limita superiormente e inferiormente {\displaystyle \pi } (vedi anche metodo di esaustione). 
Utilizzando poligoni di 96 lati lo scienziato siracusano scoprì che 223⁄71 < π < 22⁄7.
Nel medioevo in India Brahmagupta utilizza il valore {\displaystyle {\sqrt {10}}} mentre in Cina Zu Chongzhi utilizza 355⁄113 valore che si discosta meno di 0,3 milionesimi dal valore corretto.
Il metodo di Archimede verrà applicato fino all'epoca moderna. Nel 1610 Ludolph van Ceulen calcola le prime 35 cifre decimali di {\displaystyle \pi } utilizzando poligoni con più di 2 miliardi di lati. Ceulen, fiero di questo risultato, lo farà scrivere sulla sua tomba.
Sempre nell'epoca moderna vengono trovate importanti espressioni infinite:
formula di Viète:
{\displaystyle 2{\frac {2}{\sqrt {2}}}{\frac {2}{\sqrt {2+{\sqrt {2}}}}}{\frac {2}{\sqrt {2+{\sqrt {2+{\sqrt {2}}}}}}}\ldots =\pi ;}
formula di Leibniz:
{\displaystyle {\frac {1}{1}}-{\frac {1}{3}}+{\frac {1}{5}}-{\frac {1}{7}}+{\frac {1}{9}}-\cdots ={\frac {\pi }{4}};}
prodotto di Wallis:
{\displaystyle \prod _{n=1}^{\infty }{\frac {(2n)(2n)}{(2n-1)(2n+1)}}={\frac {2}{1}}\cdot {\frac {2}{3}}\cdot {\frac {4}{3}}\cdot {\frac {4}{5}}\cdot {\frac {6}{5}}\cdot {\frac {6}{7}}\cdot {\frac {8}{7}}\cdot {\frac {8}{9}}\cdots ={\frac {\pi }{2}}.}
Nel XVIII secolo Eulero, risolvendo il problema di Basilea trovò un'altra elegante serie:
{\displaystyle {\frac {1}{1^{2}}}+{\frac {1}{2^{2}}}+{\frac {1}{3^{2}}}+{\frac {1}{4^{2}}}+\cdots ={\frac {\pi ^{2}}{6}}.}
Sempre al matematico svizzero è dovuta l'identità di Eulero, talvolta considerata la formula matematica più bella che esista in quanto collega tra loro le più importanti costanti matematiche: {\displaystyle \pi }, il numero di Nepero {\displaystyle e}, l'unità immaginaria {\displaystyle i}, lo 0 e l'1.
{\displaystyle e^{i\pi }+1=0.}
Queste formule, pur essendo di scarsa o nulla utilità nel calcolo della costante matematica, hanno un importante valore estetico e rivelano collegamenti inaspettati tra varie branche della matematica.
Eulero rese inoltre popolare il simbolo π, introdotto nel 1706 dal matematico inglese William Jones quando pubblicò A New Introduction to Mathematics, benché lo stesso simbolo fosse stato utilizzato in precedenza per indicare la circonferenza del cerchio. La notazione diventò di uso comune dopo che la utilizzò Eulero. In entrambi i casi {\displaystyle \pi } è la prima lettera di περίμετρος (perimetros), che significa «misura attorno» in greco. Inoltre il simbolo {\displaystyle \pi } venne usato all'inizio dallo stesso William Jones che nel 1706 lo usò in onore di Pitagora (l'iniziale di Pitagora nell'alfabeto greco è appunto Π, ma trattandosi di un numero si preferisce usare la minuscola). Tuttavia, ancora nel 1739 Eulero usava il simbolo {\displaystyle p}.
Restava ancora in sospeso la questione della natura di {\displaystyle \pi }: Johann Heinrich Lambert dimostrò nel 1761 che si trattava di un numero irrazionale (si dimostrava che l'arcotangente di un qualsiasi numero razionale è irrazionale); si veda la dimostrazione della irrazionalità di π. Adrien-Marie Legendre dimostrò nel 1794 l'irrazionalità di {\displaystyle {\pi }^{2}}. Bisognerà tuttavia aspettare fino al 1882 per la dimostrazione, ad opera di Ferdinand von Lindemann, che {\displaystyle \pi } è un numero trascendente, ossia non può essere la radice di nessun polinomio a coefficienti razionali.
Quest'ultimo fatto dimostrava inequivocabilmente che la quadratura del cerchio tramite riga e compasso è impossibile.
Nel 1897 il matematico dilettante J. Goodwin propose nello stato dell'Indiana un incredibile disegno di legge volto a rendere possibile la quadratura del cerchio tramite il cambiamento del valore di pi greco. Il disegno prevedeva l'introduzione di una "nuova verità matematica" giacché "la regola ora in uso ... non funziona" ed "è opportuno che essa venga rifiutata come insufficiente e ingannevole per le applicazioni pratiche". La stravagante proposta di legge fu approvata all'unanimità dai 67 membri della Commissione per l'educazione. La proposta di legge fu affondata solo dopo il parere negativo del matematico Clarence Waldo, presente casualmente in Senato.
Ecco una breve cronologia essenziale della determinazione del valore di {\displaystyle \pi }:

### Nell'antichità
- XX secolo a.C.: i Babilonesi usano 25⁄8 per {\displaystyle \pi } (uguale a 3,125).
- XVII secolo a.C.: gli Egizi (Papiro di Rhind) usano π = (16⁄9)2 = 3,1605.
- XII secolo a.C.: i Cinesi usano 3 per {\displaystyle \pi }.
- 434 a.C.: Anassagora tenta la quadratura del cerchio con riga e compasso.
- 430 a.C.: Antifonte il sofista e Brisone di Eraclea esprimono il principio di esaustione.
- 335 a.C.: Dinostrato usa la quadratrice per quadrare il cerchio.
- III secolo a.C.: Archimede, utilizzando l'esaustione e il metodo di compressione, calcola su poligoni di 96 lati che 223⁄71 < π < 22⁄7[19] e trova inoltre l'approssimazione π = 211875⁄67441 = 3,14163…
- I secolo a.C.: Vitruvio usa 25⁄8[12].
- II secolo d.C.: Tolomeo usa π = 377⁄120 = 3,14166…[20].
- III secolo d.C.: Chang Hong usa {\displaystyle \pi ={\sqrt {10}}}, Wang Fau usa π = 142⁄45 e Liu Hui usa π = 157⁄50.

### Nel Medioevo
- V secolo (450 circa): Zu Chongzhi scopre che 3,1415926 < π < 3,1415927 e utilizza il valore 355⁄113 = 3,1415929….
- VI secolo (530 circa): Aryabhata, in India, utilizza il valore 62832⁄20000=3,1416.
- VII secolo (650 circa): Brahmagupta, in India, utilizza il valore {\displaystyle {\sqrt {10}}=3,1623}.
- IX secolo: al Khwarizmi usa 3,1416.
- 1220: Leonardo Fibonacci usa il valore 3,141818.
- 1430: al Kashi calcola le prime 14 cifre di {\displaystyle \pi }.

### Nell'età moderna
- 1573: Valenthus Otho calcola le prime 6 cifre di {\displaystyle \pi }.
- 1593: François Viète calcola 9 cifre di {\displaystyle \pi } e Adriaan van Roomen 16 cifre.
- 1596: Ludolph van Ceulen calcola 20 cifre di {\displaystyle \pi }.
- 1610: van Ceulen, 35 cifre.
- 1621: Willebrord Snell perfeziona il metodo di Archimede.
- 1654: Christiaan Huygens dimostra la validità del perfezionamento di Snell.
- 1655: John Wallis trova un prodotto infinito razionale per {\displaystyle \pi }; William Brouncker lo converte in una frazione continua.
- 1663: Muramatsu Shigekiyo in Giappone trova 7 cifre decimali esatte.
- 1665: Isaac Newton scopre il calcolo infinitesimale e calcola il {\displaystyle \pi } fino alla 16ª cifra decimale.
- 1671: James Gregory scopre le serie delle arcotangenti.
- 1674: Leibniz scopre la serie delle arcotangenti per {\displaystyle \pi }.
- 1699: Abraham Sharp, 72 cifre.
- 1700: Kōwa Seki in Giappone calcola 10 cifre.
- 1706: John Machin, 100 cifre.
- 1713: La Corte Cinese pubblica il Su-li Ching-yun e presenta le prime 19 cifre decimali di {\displaystyle \pi }.
- 1719: Thomas Fantet de Lagny calcola 127 cifre, di cui 112 sono corrette.
- 1723: Takebe Kenko in Giappone calcola 41 cifre.
- 1730: Kamata in Giappone calcola 25 cifre.
- 1734: Adottato da Eulero, l'uso del simbolo {\displaystyle \pi } si diffonde.
- 1739: Matsunaga, 50 cifre.
- 1748: Eulero pubblica l'Introductio in analysis infinitorium contenente il cosiddetto Teorema di Eulero e molte serie per {\displaystyle \pi } e {\displaystyle \pi ^{2}}.
- 1761: Johann Heinrich Lambert prova che {\displaystyle \pi } è un numero irrazionale.
- 1775: Eulero deriva una serie di arcotangenti rapidamente convergenti e ipotizza che {\displaystyle \pi } possa essere trascendente.

### Nell'età contemporanea
(dati aggiornati all'agosto 2024)
- 1794 – Jurij Vega, 140 cifre, di cui 136 sono corrette.
- 1794 – Adrien-Marie Legendre dimostra che {\displaystyle \pi ^{2}} (e quindi {\displaystyle \pi }) è irrazionale e considera la possibilità che {\displaystyle \pi } sia trascendente.
- 1841 – William Rutherford calcola 208 cifre, di cui 152 sono corrette.
- 1844 – Zacharias Dase calcola 200 cifre.
- 1847 – Thomas Clausen, 248 cifre.
- 1853 – Lehmann, 261 cifre.
- 1853 – William Rutherford, 440 cifre.
- 1855 – Richter, 500 cifre.
- 1874 – William Shanks, 707 cifre, ma solo 527 sono corrette.
- 1874 – Tseng Chi-hung calcola in Cina 100 cifre.
- 1882 – Ferdinand von Lindemann dimostra che {\displaystyle \pi } è trascendente.
- 1947 - D. F. Ferguson: 620 cifre decimali, utilizzando una calcolatrice da tavolo.
- gennaio 1947 - D. F. Ferguson: 710 cifre decimali (calcolatrice da tavolo).
- settembre 1947 – D. F. Ferguson: 808 cifre decimali (calcolatrice da tavolo).
- 1949 – George Rietwiesner, John von Neumann e Nicholas Constantine Metropolis: 2037 cifre calcolate in 70 ore utilizzando l'ENIAC. Da questo momento in poi tutti i calcoli delle cifre di pi greco verranno effettuati utilizzando calcolatori elettronici.
- 1954 – La marina statunitense calcolò 3089 cifre in 13 minuti alla presentazione del NORC, il supercomputer commissionato alla IBM.
- 1958 – "Paris Data Processing Center": 10 000 cifre calcolate in un'ora e 40 minuti utilizzando un IBM 704.
- 1961 – John Wrench e Daniel Shanks (nessuna parentela con William Shanks): 100 265 cifre in 8 ore e 43 minuti, con un IBM 7090.
- 1966 – "Paris Data Processing Center": 250 000 cifre di pi greco con un IBM 7030 Stretch.
- 1967 – "Paris Data Processing Center": 500 000 cifre con un computer CDC 6600.
- 1973 – Jean Guilloud e M. Bouyer: 1 000 000 cifre calcolate in 23 ore e 18 minuti con il computer CDC 7600.
- 1976 – Eugene Salamin e Richard Brent svilupparono indipendentemente un algoritmo quadraticamente convergente per il calcolo del {\displaystyle \pi }, algoritmo che poi risultò molto simile a quello per la valutazione degli integrali ellittici di Carl Friedrich Gauss.
- 1982 – Yoshiaki Tamura e Yasumasa Kanada: 8 388 608 cifre in meno di 30 ore con l'algoritmo di Gauss-Brent-Salamin, con un Hitachi M-280H.
- 1988 – Yasumasa Kanada: 201 326 000 cifre calcolate in 6 ore utilizzando un Hitachi S-820.
- maggio 1989 – i fratelli David Chudnovsky e Gregory Chudnovsky: 480 000 000 di cifre.
- giugno 1989 – David Chudnovsky e Gregory Chudnovsky: 535 339 270 cifre.
- luglio 1989 – Yasumasa Kanada: 536 870 898 cifre.
- agosto 1989 – David Chudnovsky e Gregory Chudnovsky: 1 011 196 691 cifre (oltre 1 miliardo), su un IBM 3090.
- 19 novembre 1989 – Yasumasa Kanada e Yoskiaki Tamura: 1 073 740 799 cifre (1,07 miliardi), HITAC S-3800/480.
- 18 maggio 1994 – David Chudnovsky e Gregory Chudnovsky: 4 044 000 000 di cifre (oltre 4 miliardi), utilizzando un computer domestico. Dettagli sconosciuti, record non verificato.
- 26 giugno 1994 – Yasumasa Kanada e Daisuke Takahashi: 3 221 220 000 cifre (3,22 miliardi).[21]
- 11 ottobre 1995 – Yasumasa Kanada e Daisuke Takahashi: 6 442 450 000 cifre (6,44 miliardi).[22]
- 1997 – Yasumasa Kanada e Yoshiaki Tamura: 51 539 607 552 cifre (51,5 miliardi) calcolate in poco più di 29 ore utilizzando un computer Hitachi SR2201.[23]
- 5 aprile 1999 – Yasumasa Kanada e Daisuke Takahashi: 68 719 470 000 cifre (68,72 miliardi).[24]
- 20 settembre 1999 - Yasumasa Kanada e Daisuke Takahaski: 206 158 430 000 cifre (206,16 miliardi).[25]
- 2002 – Yasumasa Kanada: 1241,1 miliardi di cifre calcolate in 600 ore (25 giorni) con un Hitachi SR8000/MPP a 128 nodi.[26]
- 29 aprile 2009 – Daisuke Takahashi: 2 576 980 377 524 cifre (2 576 miliardi) in 29,09 ore con un Supercomputer T2K Open a 640 nodi (velocità di ogni nodo: 147,2 GigaFLOPS), all'Università di Tsukuba a Tsukuba, in Giappone.[27]
- 31 dicembre 2009 – Fabrice Bellard: 2 699 999 990 000[28] cifre (quasi 3000 miliardi) in 121 giorni di calcolo totali, utilizzando un computer domestico dotato di CPU Intel Core i7 da 2,97 GHz, 6 GB di RAM e 7,5 TB di memoria fissa composta da 5 hard disk Seagate Barracuda da 1,5 TB l'uno. Il calcolo è stato effettuato sfruttando l'algoritmo di Chudnovsky.
- 2 agosto 2010 – Shigeru Kondo: 5 000 000 000 000[29] di cifre (5 000 miliardi) in 90 giorni di calcolo totali, utilizzando un computer domestico modificato, provvisto di 2 processori Intel Xeon X5680 da 3.33 GHz (12 core fisici, 24 con hyperthreading) e 96 GB di RAM DDR3 a 1066 MHz ottenuta unendo 12 banchi di RAM da 8 GB; per ottenere il risultato ha sfruttato l'applicazione y-cruncher[30], sviluppata da Alexander Yee, su un OS Microsoft Windows Server 2008.
- 29 gennaio 2020 – Lo statunitense Timothy Mullican calcola 50 000 miliardi di cifre, impiegando 303 giorni per effettuare il calcolo tramite vari computer e server.[31]
- 14 agosto 2021 – Un gruppo di ricercatori svizzeri dell'università di scienze applicate del cantone dei Grigioni ha annunciato che grazie ad un supercomputer ha calcolato 62800 miliardi di cifre in 108 giorni e 9 ore.[32]
- 21 marzo 2022 - Emma Haruka Iwao dei Google Labs ha calcolato 100 000 miliardi di cifre in 158 giorni, usando y-cruncher.[33]
- 14 marzo 2023 - Jordan Ranous, Kevin O’Brien e Brian Beeler annunciano di aver calcolato 105 000 miliardi di cifre in 75 giorni, usando y-cruncher.[34]
- 28 giugno 2024 - Jordan Ranous, Kevin O’Brien e Brian Beeler annunciano di aver calcolato 202 112 290 000 000 cifre in 104 giorni, usando y-cruncher.[35]

## Questioni in sospeso
La più pressante questione aperta su {\displaystyle \pi } riguarda il fatto che sia o meno normale, cioè se la frequenza con cui è presente ogni sequenza di cifre sia la stessa che ci si aspetterebbe se le cifre fossero completamente casuali. Questo deve essere vero in ogni base, non solo in base 10. Non sappiamo molto su questo; per esempio, non sappiamo nemmeno quali delle cifre 0, …, 9 ricorrano infinite volte nello sviluppo decimale di {\displaystyle \pi }, benché sia chiaro che almeno due cifre devono ricorrere infinite volte, poiché in caso contrario {\displaystyle \pi } sarebbe razionale, mentre non lo è.
Bailey e Crandall dimostrarono nel 2000 che l'esistenza della sopramenzionata formula Bailey-Borwein-Plouffe e formule simili implica che la normalità in base {\displaystyle 2} di {\displaystyle \pi } si deduce da una plausibile congettura della teoria del caos.
Non si sa neanche se {\displaystyle \pi } e il numero di Nepero {\displaystyle e} siano algebricamente indipendenti, sebbene Yuri Valentinovich Nesterenko abbia dimostrato l'indipendenza algebrica di {π, eπ, Γ(1/4)} nel 1996.

## La natura di Pi greco
Mentre nella geometria euclidea la somma degli angoli interni di un triangolo misurata in radianti è necessariamente uguale a {\displaystyle \pi }, nelle geometrie non-euclidee la stessa somma può essere maggiore (geometria ellittica) o minore (geometria iperbolica) e il rapporto fra una circonferenza e il suo diametro può non essere {\displaystyle \pi }. Questo non cambia la definizione di {\displaystyle \pi }, piuttosto cambia la costante che appare nelle formule (che diventa un numero diverso da {\displaystyle \pi }). Quindi, in particolare, {\displaystyle \pi } non è legato alla forma dell'universo; è una costante matematica, non fisica.

## La legge dell'Indiana su Pi greco

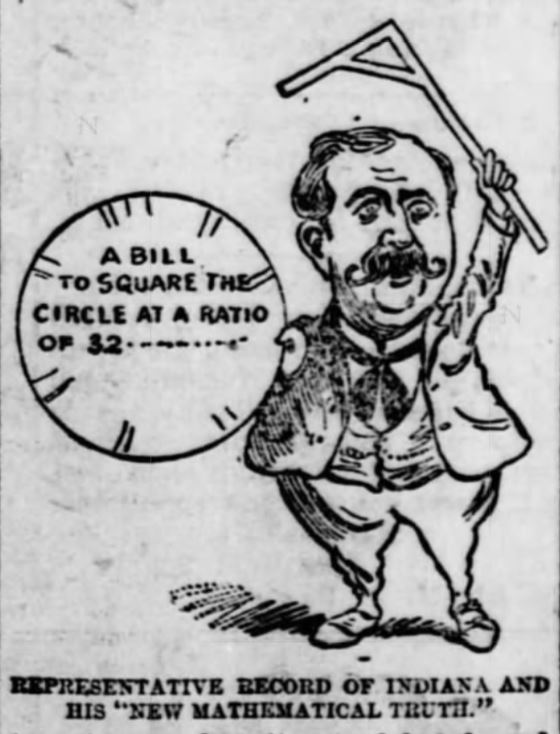
Vignetta satirica del 1897, che ridicolizza il progetto di legge.

Nel 1897, negli Stati Uniti d'America, fu presentato all'Assemblea generale dello stato dell'Indiana un disegno di legge, redatto dal matematico e fisico dilettante Edward (o Edwin) J. Goodwin, in cui l'autore si presentava come solutore dei problemi di trisezione dell'angolo, duplicazione del cubo e quadratura del cerchio (la cui impossibilità di soluzione era, all'epoca, già ampiamente dimostrata) e offriva alle scuole dello stato l'uso gratuito della sua "nuova verità matematica", da lui brevettata. Il testo non menzionava specificamente {\displaystyle \pi }, ma dalle affermazioni in esso presenti potevano esserne dedotti diversi valori, tra loro contraddittori, tra cui quello di 3,2.
Il progetto superò varie fasi dell'iter legislativo, ma fu infine abbandonato quando venne presentato al Senato per la definitiva approvazione; il professor Clarence Abiathar Waldo, matematico e membro dell'Accademia delle scienze dell'Indiana, riportò in seguito di essere stato casualmente presente al Senato il giorno in cui il progetto di legge doveva essere discusso, e di aver "opportunamente istruito" al riguardo i senatori prima della discussione.

## Influenze culturali
Il 14 marzo si celebra il "giorno del pi greco", in quanto, nella sua scrittura anglosassone (3/14), esso ricorda l'approssimazione più comune di {\displaystyle \pi }: dal 2020 l'Unesco ha proclamato il 14 marzo come Giornata internazionale della matematica. In effetti pi greco è uno dei numeri irrazionali più famosi anche al di fuori dell'ambiente matematico, oltre a essere uno dei protagonisti indiscussi del panorama matematico. Un'altra data possibile per celebrare pi greco è il 22 luglio, in quanto 22/7 è una famosa frazione, nota fin dai tempi di Archimede, che approssima {\displaystyle \pi }.
La popstar Kate Bush ha interamente dedicato al numero {\displaystyle \pi } il secondo brano (intitolato per l'appunto {\displaystyle \pi }) del suo ottavo album Aerial, del 2005, nel quale reciterebbe le sue prime 140 cifre. π 3,14 è inoltre il titolo del quinto album dei Rockets, del 1981. Anche altri musicisti e artisti in genere hanno dedicato alcune loro opere alla costante.
π - Il teorema del delirio è il titolo di un thriller del 1998 diretto dal regista Darren Aronofsky.
Nel film del 2012 Vita di Pi, diretto da Ang Lee, il protagonista, il giovane indiano Piscine Molitor Patel, per evitare di essere preso in giro con varie storpiature del suo nome, decide di abbreviarlo in Pi, soprannome che si pronuncia esattamente come {\displaystyle \pi }; per fare in modo che gli amici se ne ricordino, impara e trascrive a memoria molte cifre decimali di {\displaystyle \pi }.